# لوكا بيروس
لوكا بيروس ( زغرب ، 28 أكتوبر 1976) هو ممثل كرواتي ، معروف بشكل رئيسي عن دوره كمرسيليا في المسلسل الإسباني لا كاسا دي بابيل

## سيرته
ولد في زغرب في عام 1976 ، عندما كانت كرواتيا جزءًا من جمهورية يوغوسلافيا الاتحادية اليوغوسلافية ، وعاش فيها إلى ان وصل عمره خمس سنوات. كان والده مهندس بتروكيماويات قاد الأسرة للعيش في الخارج. أولاً في النمسا ، ثم في أبو ظبي وأخيرًا في الولايات المتحدة ، واستقر في بوسطن ولوس أنجلوس لدراسة التمثيل.
في أواخر التسعينيات ، عاد إلى كرواتيا للعمل كممثل في المسرحيات والمسلسلات التلفزيونية والأفلام في جميع أنحاء البلاد. كان أيضًا ممثلًا صوتيًا في العديد من مسلسلات الرسوم المتحركة. 
على الرغم من أنه عاش في زغرب ، من عام 2010 استقر في برشلونة  بعد تحسين مستوى لغته حصل على أدوار في إنتاجات مثل Plastic Sea (2015) و The Photographer of Mauthausen (2018).
في عام 2019 ، تم تعيينه للموسم الثالث في مسلسل لا كاسا دي بابيل بدور مارسيليا

## فيلموغرافيا

### السينما
- ظل الصياد (2007)
- لا أحد ابن (2008) - Poliziotto
- مخلوقات الغابات (2010) - ملادين
- النينيو (2014)
- بروج 55 (2014) - فرانجو
- بابيلون (2017)
- مصور (2018) - كارل شولز
- شجرة الدم (2018) - ديمتري

### تلفزيون
- فارس المرأة ( قناة هولمارك ، 2004)
- بحر البلاستيك ( أنتينا 3 ، 2015) - إريك
- الحادث (أنتينا 3 ، 2017) - زوج آنا السابق
- بيت الورق ( نتفليكس ، 2019-2020) - مرسيليا
- محمد: سلطان الفتوحات ( تي أر تي 1 ، 2024) - جيوفاني جوستنياني

## روابط خارجية
- لوكا بيروس على موقع IMDb (الإنجليزية)
- لوكا بيروس على موقع ميتاكريتيك (الإنجليزية)
- لوكا بيروس على موقع روتن توميتوز (الإنجليزية)
- لوكا بيروس على موقع أول موفي (الإنجليزية)
- لوكا بيروس على موقع قاعدة بيانات الفيلم (الإنجليزية)